# Holozonia
Holozonia é um género botânico pertencente à família Asteraceae.

## Espécies
- Holozonia filipes

1. ↑  «Holozonia — World Flora Online». www.worldfloraonline.org. Consultado em 19 de agosto de 2020